# Prosoplus major
Prosoplus major là một loài bọ cánh cứng trong họ Cerambycidae.